# Marmosa budini
Marmosa budini ist ein Säugetier aus der Familie der Beutelratten (Didelphidae), das im mittleren Bolivien, im nordwestlichen Argentinien (südlich bis zur Tucumán), im westlichen und mittleren Paraguay und im Westen des brasilianischen Bundesstaates Mato Grosso do Sul verbreitet ist.

## Merkmale
Die Beutelrattenart erreicht eine Kopf-Rumpf-Länge von 12,2 bis 18,1 cm, eine Schwanzlänge von 17,3 bis 23,1 cm sowie ein Gewicht von 48,5 bis 85 g. Die Hinterfußlänge liegt bei 15 bis 28 mm, die Länge der Ohren beträgt 15 bis 28 mm. Das Rückenfell ist hell graubraun oder olivfarben und wollig. An den Körperseiten wird die Färbung heller. Die Haare auf dem Rücken sind 8 bis 13 mm lang. Am Bauch sind die Tiere gelblich bis cremefarben mit einem schmalen grauen Streifen am Übergang zur Färbung der Körperseiten. Rund um die Augen sind die Tiere schwarz, die Wangen sind gelblich bis cremefarben. Auf jeder Kopfseite befinden sich 7 bis 8 Vibrissen; drei sind lang und schwarz, die übrigen sind kurz und gelblich. Der Schwanz ist zweifarbig. Die körpernahe Hälfte ist dunkelbraun, die andere ist hell gefärbt. An der Basis ist der Schwanz behaart, der Rest ist mit spiralig angeordneten Schuppen bedeckt. Der Schwanz kann als Greifschwanz eingesetzt werden. Verglichen mit anderen Arten der Untergattung Micoureus ist der Schädel von Marmosa budini breit und kurz.

## Lebensraum und Lebensweise
In seinem relativ großen Verbreitungsgebiet kommt Marmosa budini in sehr unterschiedlichen Lebensräumen vor. Darunter sind die Savannenlandschaften der brasilianischen Cerrado und der bolivianischen Chiquitania, die Trockenwälder und Dornbuschsavannen des Gran Chaco, die Sümpfe des Pantanal, die Bergtrockenwälder und Yungas in Bolivien, Wälder am Ufer des Río Paraná und Regenwälder im südwestlichen Amazonasbecken. In seinem Verbreitungsgebiet ist Marmosa budini die einzige Art der Untergattung Micoureus. Über die Lebensweise der Art ist bisher kaum etwas bekannt. Drei im November und Dezember in Bolivien gefangene Weibchen trugen 7 bis 10, in die Zitzen fest verbissene Jungtiere.

## Belege
1. 1 2 3  Luan Gabriel De Lima Silva, Daniela Cristina Ferreira, Rogério Vieira Rossi: Species diversity of Marmosa subgenus Micoureus (Didelphimorphia, Didelphidae) and taxonomic evaluation of the white-bellied woolly mouse opossum, Marmosa constantiae. Zoological Journal of the Linnean Society, Volume 187, Issue 1, September 2019, S. 240–277, doi: 10.1093/zoolinnean/zlz023